# Кёнигсвизен
Кёнигсвизен (нем. Königswiesen) — коммуна (Gemeinde) в Австрии, в федеральной земле Верхняя Австрия.
Входит в состав округа Фрайштадт. Население составляет 3169 человек (на 30 ноября 2007 года). Занимает площадь 73 км². Официальный код — 40 608.

## Политическая ситуация
Бургомистр коммуны — Йохан Хольцман (АНП) по результатам выборов 2003 года.
Совет представителей коммуны (нем. Gemeinderat) состоит из 25 мест.
- АНП занимает 17 мест.
- СДПА занимает 7 мест.
- АПС занимает 1 место.